# 2018 în literatură
- 2017 în literatură — 2017 în literatură — 2019 în literatură

2018 în literatură implică o serie de evenimente:

## Cărți noi

### Ficțiune (autori străini)
- Claudia Amengual - El lugar inalcanzable (April)
- Sharon Bala – The Boat People
- Jason Barker – Marx Returns (February 23, UK)
- Pat Barker – The Silence of the Girls (September 4, UK)
- Julian Barnes – The Only Story (February 1, UK)
- Belinda Bauer – Snap (May 15)
- John Boyne – A Ladder to the Sky
- Anna Burns – Milkman (May, UK)
- Jonathan Coe – Middle England (November 8, UK)
- Tsitsi Dangarembga – This Mournable Body
- Patrick deWitt – French Exit
- Nick Drnaso – Sabrina (May 22, graphic novel)
- Esi Edugyan – Washington Black (August)
- Chris Hammer – Scrublands
- Sarah Henstra – The Red Word
- Jonas Jonasson – The Accidental Further Adventures of the Hundred-Year-Old Man[1]
- Stephen King – Elevation
- Torsten Krol – Foreverman
- Rachel Kushner – The Mars Room (June)
- Olivia Laing – Crudo (June, UK)
- Ian McDonald – Time Was (April 24, UK)
- Sophie Mackintosh – The Water Cure (May, UK)
- Rebecca Makkai – The Great Believers (June)
- Daniel Mason – The Winter Soldier (September 11)
- Andrés Neuman – Fractura (Madrid and Buenos Aires)
- Michael Ondaatje – Warlight (May 8, UK)
- Delia Owens – Where the Crawdads Sing (August 14)
- Casey Plett – Little Fish
- Richard Powers – The Overstory (April 3)
- Tom Rachman – The Italian Teacher (March 22, UK)
- Marieke Lucas Rijneveld – The Discomfort of Evening (De avond is ongemak) (Netherlands)
- Robin Robertson – The Long Take (February 13, UK)
- Sally Rooney – Normal People (August 28, UK)
- Donal Ryan – From a Low and Quiet Sea (March 22, UK)
- Elif Șafak – On Dakika Otuz Sekiz Saniye (10 Minutes 38 Seconds in this Strange World) (Turkey)
- Tanya Tagaq – Split Tooth[2]
- Zlatko Topčić – Overture[3]
- Nico Walker – Cherry (August 14)
- Joshua Whitehead – Jonny Appleseed

## Premii literare
- Premii UNITER
- Medalia Premiului NobelPremiul Nobel pentru Literatură — Olga Tokarczuk (Premiul a fost conferit în 2019)
- Norvegia - Premiul pentru literatură al Colecției Lingvistice — Nu s-a acordat